# Camp del carrer Indústria
Camp del carrer Indústria (L'Escopidora) – nieistniejący już stadion piłkarski w Barcelonie, w Hiszpanii. Istniał w latach 1909–1922. Swoje spotkania rozgrywali na nim piłkarze FC Barcelony. Mógł pomieścić 6000 widzów.
Stadion został zainaugurowany 14 marca 1909 roku. Było to pierwsze boisko FC Barcelony, którego właścicielem był klub. Poprzednio, w latach 1905–1909 zespół występował na Camp del carrer Muntaner. Wyróżniającym się elementem stadionu była zadaszona, piętrowa trybuna główna mogąca pomieścić 1500 widzów. Stadion posiadał także pierwsze w Hiszpanii oświetlenie boiska. Pojemność całego obiektu wynosiła 6000 widzów. Boisko miało wymiary 91 × 52 m. W okresie użytkowania areny FC Barcelona pięciokrotnie zdobyła Puchar Hiszpanii (1910, 1912, 1913, 1920 i 1922), ośmiokrotnie triumfowała również w Mistrzostwach Katalonii (w sezonach 1909/10, 1910/11, 1912/13, 1915/16, 1918/19 1919/20, 1920/21 oraz 1921/22). Obiekt był gospodarzem spotkań finałowych Pucharu Hiszpanii w latach 1912, 1913, 1916 i 1917. Kibice często wypełniali obiekt po brzegi, a wielu fanów zasiadało na szczycie muru otaczającego stadion. Przechodniom spacerującym po zewnętrznej stronie muru ukazywał się tym samym rząd pośladków, stąd też kibice FC Barcelony zyskali wówczas popularne określenie „Culés” (od hiszpańskiego słowa culo oznaczającego tyłek). W 1922 roku FC Barcelona przeniosła się na nowo otwarty Camp de Les Corts.